# Маккалох, Иан (снукерист)
И́ан Макка́лох (англ. Ian McCulloch, род. 28 июля 1971 года) — английский профессиональный игрок в снукер, финалист British Open 2002 года и Гран-при 2004 года.

## Карьера
Хотя Иан Маккалох стал профессионалом в 1992 году, вплоть до сезона 1996/97 он не показывал значительных результатов. Первые успехи к нему пришли на открытом чемпионате Уэльса в 1997, когда он достиг стадии 1/32. Чуть позже Маккалох попал в last-48 на British Open. Благодаря этим достижениям он поднялся в рейтинге до 76-го места, и это было хорошим показателям, учитывая то, что раньше он не мог войти даже в первую сотню. В следующем сезоне он продолжал прогрессировать и, несмотря на прежнее отсутствие впечатляющих результатов, поднялся ещё на 16 строчек в мировом рейтинге.
В сезоне 1998/99 Маккалох впервые прошёл квалификацию на чемпионат мира, что позволило ему попасть в Топ-48 снукеристов.
Первого, по-настоящему выдающегося результата Иан достиг на чемпионате Уэльса сезона 1999/00, когда вышел в четвертьфинал. Однако остальные достижения того сезона были не очень хорошими, и в итоге Иан стал 48-м.
В сезоне 2000/01 англичанин, хотя и выступал более стабильно, дальше 1/16 финала ни разу не прошёл. Кроме того, он снова не квалифицировался на чемпионат мира и занял 43 позицию в рейтинге.
В 2002 году, на British Open Иан Маккалох продемонстрировал свою лучшую игру за всё время выступлений в мэйн-туре и вышел в финал, где, однако, проиграл Полу Хантеру. И хотя на других соревнованиях он не прошёл дальше 1/16-й, этот финал обеспечил ему место в Топ-32 по итогам сезона. Англичанин стал 25-м, что позволило ему отныне не играть квалификационные матчи на некоторые турниры следующего сезона.
Но лучшим сезоном для него стал сезон 2004/05. В своем родном Престоне, на глазах своих болельщиков он победил Рода Лоулера, Джимми Уайта, Стивена Хендри, Стивена Магуайра и Майкла Джаджа, прежде чем во второй раз выйти в финал рейтингового турнира — Гран-при. Но в финальном матче Маккалох снова уступил, на этот раз более именитому сопернику — Ронни О'Салливану, 5:9. После этого проигрыша у англичанина наступил небольшой спад формы, однако это не помешало ему достичь лучшего результата на ЧМ — полуфинала. Благодаря этим отличным результатам он в первый и пока что единственный раз вошёл в элитный дивизион Топ-16. Однако, при распределении мест в рейтинге возникла путаница, и в итоге Маккалоху пришлось играть один раунд квалификации на большинство турниров следующего сезона, хотя, по правилам, все участники Топ-16 не должны были играть квалификацию. Такая ситуация сложилась из-за победы «квалифая» Шона Мёрфи на мировом первенстве. Сам Мёрфи занимал на тот момент 48-ю строчку мирового рейтинга, но призовых очков, заработанных этой победой, не хватило на место в 16-ти сильнейших. Тем не менее, как действующий чемпион мира Шон получал автоматический посев под вторым номером на всех турнирах нового сезона. А занявший 16-е место Маккалох был вынужден играть последний раунд квалификации вместо Мёрфи. Возможно, именно из-за этого обидного обстоятельства Иан и не смог показать хороших результатов в следующем сезоне и теперь уже официально покинул Топ-16.
В сезоне 2006/07 Маккалоху предоставился шанс возвратиться в число шестнадцати сильнейших, однако, несмотря на то, что в 1/16 чемпионата мира он выиграл у действующего чемпиона, Грэма Дотта, пройти ещё дальше он не сумел и остался в Топ-32.
Сезон 2007/08 для англичанина начался ещё более удачно. Он даже был 17-м в предварительном рейтинге, но не смог удержать эту позицию до конца сезона и стал 28-м. После этого его место в рейтинге начало постепенно понижаться, и к сезону 2011/12 Маккалох стал уже 63-м.

## Достижения в карьере
- Чемпионат мира полуфинал — 2005
- Гран-при финалист — 2004
- British Open финалист — 2002

### Стиль игры
Иан Маккалох отличается своим солидным подходом к игре. Он практически никогда не принимает быстрых и рискованных решений, а на удар затрачивает иногда слишком много времени. Тем не менее, он является достаточно серийным снукеристом: на его счету уже более ста сенчури-брейков, а высший для себя брейк — 145 очков — англичанин сделал на British Open 2003 года.